# Ameinias (Aulet)
Ameinias (altgriechisch Ἀμινίας) war ein antiker griechischer Aulet (der Aulos war ein Blasinstrument der Antike, eine Art Doppeloboe) des 1. Jahrhunderts v. Chr.

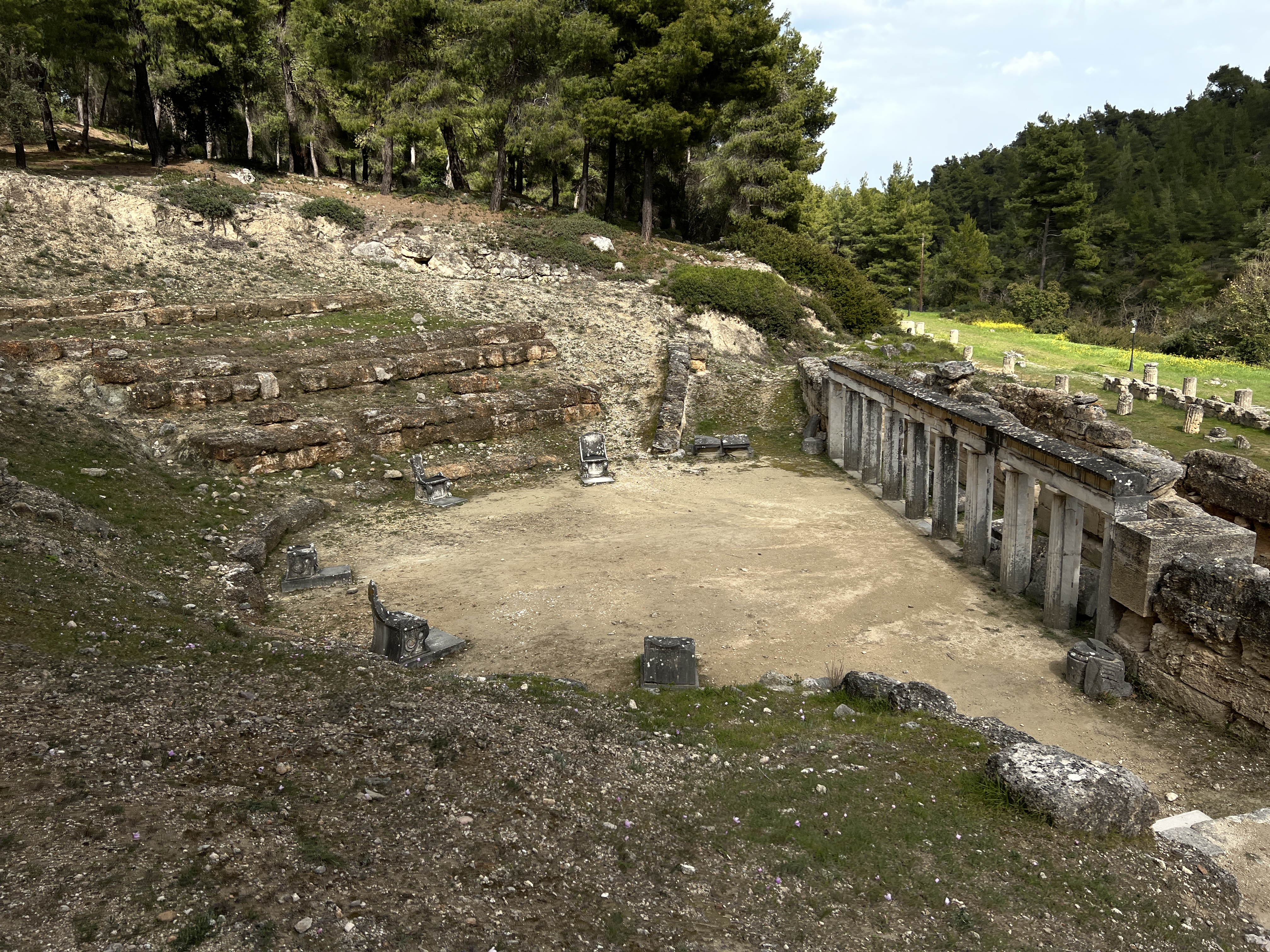
Das Theater des Amphiareions zu Oropos. Hier siegte Ameinias im musikalischen Agon.

Ameinias ist aus zwei Inschriften bekannt. Demnach war er Sohn eines Chairemon und stammte aus Echinos in der Phthiotis im Süden Thessaliens. Er siegte zwischen etwa 80 und 50 v. Chr. beim musischen Agon (Wettbewerb) bei den Amphiareia, den Festspielen zu Ehren des mythischen Helden Amphiaraos, die im Amphiareion in Oropos stattfanden. Außerdem siegte er nach 87 v. Chr. bei den Serapieia (Festspielen zu Ehren des Serapis) in Tanagra.